# Stiphropus bisigillatus
Stiphropus bisigillatus är en spindelart som beskrevs av Lawrence 1952. Stiphropus bisigillatus ingår i släktet Stiphropus och familjen krabbspindlar. Inga underarter finns listade i Catalogue of Life.